# Луцков, Пётр Анисимович
Пётр Анисимович Луцков (1889 — 6 февраля 1930) — российский и советский военачальник, начальник штаба Восточного фронта ДВР.

## Биография
На военную службу поступил в 1907 году.
Окончил Киевское военное училище в 1909 году по 1-му разряду, откуда был выпущен в 98-й пехотный Юрьевский полк.
Участник Империалистической войны, был ранен и контужен.
Перешёл на военную службу в Белое движение. Начальник журнальной части штаба Главковерха на исходе 1918 — в начале 1919 годов в армии адмирала А. В. Колчака. Принят на младший курс 4-й очереди академии Генерального штаба из ставки Главковерха. Прибыл в академию генштаба и назначен на 3-е отделение 15 января 1919 года, окончил младший курс 4-й очереди академии в апреле или мае 1919 года. На основании рапорта начальника академии генштаба по учебной части начальнику главного штаба командирован в распоряжение начальника штаба Сибирской армии. В мае 1919 года допущен к исполнению должности штаб-офицера для поручений при командующем Сибирской армии. 20 июня 1919 года назначен начальником временных повторительных унтер-офицерских курсов. 8 июля 1919-го допущен к исполнению должности начальника информационного отдела штаба, затем помощник начальника осведомительного отдела ставки Колчака. Впоследствии начальник штаба сухопутных и морских сил Временного правительства Приморской областной земской управы с 17 марта до 11 июня 1921 года.
Затем служил краскомом в НРА ДВР как начальник штаба Приамурского военного округа, впоследствии Восточного фронта ДВР. Ориентировочно с 1925 года персональный пенсионер РСФСР, вероятно по болезни.
В 1929 году непродолжительное время был проректором по административно-технической части и деканом военного факультета Уральского политехнического института. Оставил службу 12 ноября 1929 года по болезни.
Скончался 6 февраля 1930 года в Ленинграде.

### Чины
- подпоручик (1909 год);
- поручик (1912 год);
- штабс-капитан (1915 год);
- капитан;
- подполковник (1919 год).

### Звание
- Краском